# Nidal van Rijn
Nidal van Rijn (Hechtel) is een Belgisch acteur en presentator.

## Carrière
Van Rijn is onder andere te zien in de jeugdserie Wannabe's, waarin hij Saïd speelt. Verder is hij nog te zien het televisieprogramma Schijtluizen. Hij speelt de rol van Cem in de serie 2DEZIT. Hij was daarna Aster, de hoofdrol in de VRT-MAX serie: Negen Feestjes Voor De Kater. Van Rijn leende ook zijn stem aan de fictiepodcast Het Meer van Ellen Vander Heyden, die de prijs won van beste fictiepodcast in 2023.
In 2022 deed Van Rijn mee aan het programma Wie wordt Wrapper, waarna hij in mei 2022 werd verkozen tot nieuwe Ketnet-wrapper, samen met Thomas De Smet en Héritier Tipo.
Vanaf oktober 2022 was Van Rijn medepresentator van de podcast Bedankt voor niks.

## Privéleven
Van Rijn is afkomstig uit Hechtel. Hij volgt de lerarenopleiding Nederlands en zedenleer.